# Перај
Перај (алб. Peraj) је насељено место у општини Тропоја у округу Кукеш, Албанија. Према попису из 1989. године било је 693 становника.
Перај су једно од насеља племена Никај.